# Farah Delance Linot
Farah Delance Linot, est une artiste et personnalité de la société civile haïtienne, née le 5 janvier 1989 à Port-au-Prince.

## Biographie
Farah Delance est née à Haïti, le 5 janvier 1989. Très jeune, elle est orpheline de mère. Elle fait ses études classiques à l'institut haïtiano-caraïbéen, de Léogâne et au collège du Sacré-Cœur de Juvénat, à Carrefour. Elle étudie le droit à la faculté de droit et des sciences économiques de l'Université d'État d'Haïti et la diplomatie à l'Académie nationale diplomatique et consulaire (ANDC).
Elle est ambassadrice du gouvernement jeunesse d'Haïti en 2016 et 2017 en tant que chargée des sciences des techniques et de l'innovation. Elle faisait partie du groupe évangélique Cœur angélique et remporte un concours de chant de la télévision nationale d'Haïti autour du thème de la paix. 
Farah tient le premier rôle en incarnant le personnage Filomiz dans les tomes I et II du film haïtien Le fruit de la patiente. Elle y tient le rôle de coordonnatrice de l’organisation F fanm kore fanm. 
Plus tard, aux États-Unis, elle travaille dans le secteur médical. Elle reçoit plusieurs prix comme The coronavirus warriors 2020, le Best Humanitarian award 2020, le volunteer award et le Press freedom award de la Maison-blanche.
Organisée par le magazine Modern day wife Farah Delance, déléguée de l’UNESCO Center for Peace, accompagnée de plusieurs autres actrices hollywoodiennes intervient sur le women empowerment, l’autonomisation des femmes, le 8 mars 2021[pas clair]. À travers sa fondation dénommée « Farah Delance Foundation » elle organise son premier forum le 27 août 2021 à New York, avec l'intervention de plusieurs femmes connues telles Dr Lee or White House et Queen Mother of Africa,,.

## Prix et distinctions
- Gagnante du concours de chant de la Télévision Nationale d'Haïti sur le thème de la paix en 2006
- Ambassadrice de Drug Free World en juillet 2019[1]
- Prix du Best Humanitarian Award 2020 en août 2020[7]
- Prix Corona warriors award, de l'UNESCO en 2020
- Press Freedom award en mai 2021